# Oxypetalum kuhlmannianum
Oxypetalum kuhlmannianum är en oleanderväxtart som beskrevs av Occhioni. Oxypetalum kuhlmannianum ingår i släktet Oxypetalum och familjen oleanderväxter. Inga underarter finns listade i Catalogue of Life.